# Nikita Izotow
Nikita Aleksiejewicz Izotow (ros. Ники́та Алексе́евич Изо́тов, ur. 22 lutego 1902 we wsi Małaja Dragunka w guberni orłowskiej, zm. 14 stycznia 1951 w Jenakijewem) – radziecki działacz gospodarczy i partyjny.
W latach 1935–1937 studiował w Akademii Przemysłowej, w 1936 został członkiem WKP(b), po ukończeniu studiów został szefem kombinatu górnictwa węglowego "Stalinougol". Od 21 marca 1939 do końca życia był członkiem Centralnej Komisji Rewizyjnej WKP(b), w styczniu 1941 został szefem trustu górniczego "Bokowoantracit", później kierował trustami górniczymi "Połtawabriedyugol" i "Czelabińskugol" oraz kopalnią nr 5 w Donbasie. Później kierował zarządem górniczym kombinatu "Artiomugol", następnie do śmierci był szefem zarządu górniczego kombinatu "Ordżonikidzeugol". Został odznaczony Orderem Lenina (17 kwietnia 1934) i Orderem Czerwonego Sztandaru Pracy.